# Міністерство фінансів Республіки Білорусь
Міністерство фінансів Республіки Білорусь (Мінфін Білорусі) — орган державного управління підпорядкований Уряду Білорусі, уповноважений управляти державним скарбом. Міністр фінансів призначається і знімається з посади Президентом Республіки Білорусь, заступники міністра — Радою Міністрів Республіки Білорусь за погодженням з Президентом Республіки Білорусь. З 4 червня 2020 року займає пост міністра Селіверстов Юрій Михайлович.

## Основні напрямки роботи
- Бюджетна політика
- Податкова політика
- Виконання бюджету
- Державний борг
- Бухгалтерський облік. МСФЗ
- Аудиторська діяльність
- Нагляд за страховою діяльністю
- Департамент з цінних паперів
- Департамент державних знаків
- Діяльність з дорогоцінними металами і дорогоцінним камінням
- Контрольно-ревізійна діяльність